# Emanuel Casado
Víctor Emanuel Casado (ur. 8 czerwca 1994 w San Lorenzo) – argentyński piłkarz występujący na pozycji napastnika, od 2024 roku zawodnik kostarykańskiego Santa Ana.